# اندیس میدان بالا ۳
میدان بالا ۳ یک اندیس غیرفلزی است که در حوالی شهر خوی استان آذربایجان غربی قرار دارد و مادهٔ معدنی موجود در آن، آزبست است.  